# Cribellopora constellata
Cribellopora constellata är en mossdjursart som beskrevs av Winston 2005. Cribellopora constellata ingår i släktet Cribellopora och familjen Lacernidae.
Artens utbredningsområde är Mexikanska golfen. Inga underarter finns listade i Catalogue of Life.